# Mazar-e-Quaid
Mazar-e-Quaid, Quaid-e-Azam (en ourdou : مزار قائد) ou mausolée Jinnah ou encore musée national est un monument pakistanais qui contient la tombe du père fondateur du pays, Muhammad Ali Jinnah. On y trouve aussi notamment la tombe de sa sœur Fatima Jinnah, ainsi que du Premier ministre Liaquat Ali Khan. Le bâtiment a été construit entre 1960 et 1970 et est situé à Karachi, première capitale du Pakistan.
Il a été créé par l'architecte indien Yahya Merchant qui s'est inspiré du mausolée des Samanides, en Ouzbékistan. Sa construction a été décidée en 1960 par le président Muhammad Ayub Khan après avoir consulté Fatima Jinnah et il est inauguré en décembre 1970. Situé au cœur d'un parc de 53 hectares, le mausolée est devenu un lieu symbolique de Karachi et de la nation ainsi qu'un site touristique important.

## Construction
L'histoire du site du mémorial remonte à la mort du père de la nation Muhammad Ali Jinnah, le 11 septembre 1948. Ses funérailles ont lieu à Karachi et il est enterré dans une zone où se trouvaient des réfugiés musulmans venus d'Inde et ayant émigré au Pakistan lors de la partition des Indes. Ceux-ci sont alors déplacés dans le but de créer un mausolée pour la figure de l'indépendance, et le gouverneur général qui le remplace Khawaja Nazimuddin lance une collecte de fonds afin de créer le site. 
Un total de quatre sites sont dans un premier temps proposé pour honorer Ali Jinnah, dont deux à Karachi, un à Multan et un autre au Pakistan oriental. Le 21 janvier 1956, le gouvernement de Huseyn Shaheed Suhrawardy décide face au manque de fonds de se concentrer sur la construction d'un mausolée où se trouve la tombe et sur la réalisation de jardins aux alentours. Un concours international est lancé en 1958 pour désigner l'architecte chargé du projet et 57 propositions sont reçues. Les architectes britannique Raglan Squire, turc Vasfi Egeli et indien Nawab Zain Yar Jang sont dans un premier temps sélectionnés, mais le projet est finalement confié à un autre indien : Yahya C. Merchant. Son projet présenté en décembre 1959 est approuvé par le gouvernement sur l'avis de la sœur du défunt Fatima Jinnah en 1960 et les travaux débutent la même année,. 
Le président du Pakistan Muhammad Ayub Khan inaugure officiellement le début des travaux le 31 juillet 1960, mais ceux-ci avaient commencé dès le 8 février. Les fondations sont achevées le 10 mars 1962 et les structures supérieures sont terminées le 31 mai 1966, et quelques semaines plus tard commence la pose du marbre blanc qui recouvre la structure. Les travaux sont terminés le 2 juin 1970 puis le site est ouvert au public après son inauguration par le président Muhammad Yahya Khan le 15 janvier 1971. Le coût du projet est alors annoncé à 14,8 millions de roupies pakistanaises de l'époque.

## Architecture

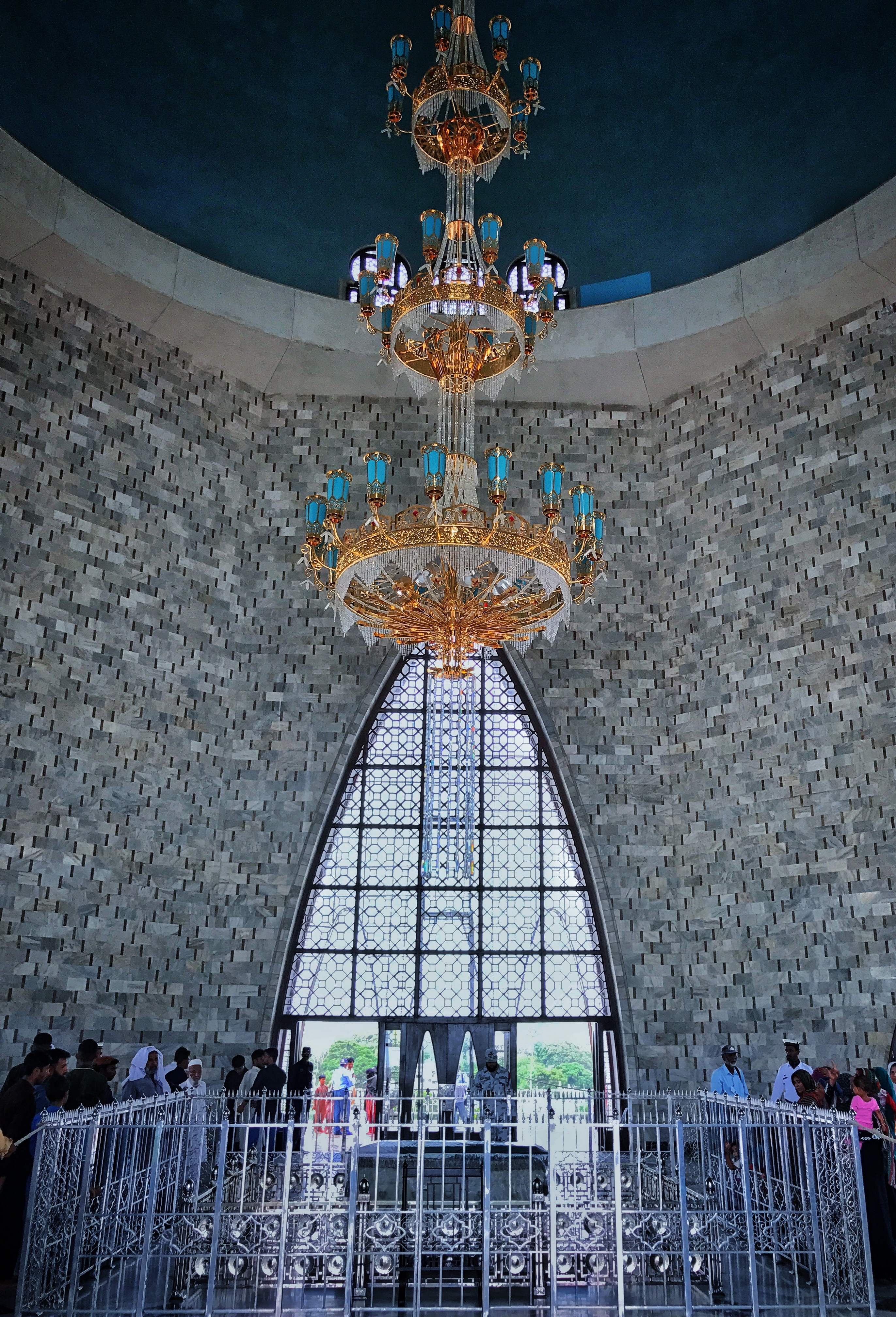
Réplique de la tombe dans la chambre principale, avec le chandelier offert par la Chine.

Le projet a été confié à l'architecte indien Yahya C. Merchant, qui s'inspire à la foi de l'architecture moderne et de l'architecture traditionnelle islamique (voir par exemple le mausolée des Samanides du Xe siècle). Un total de 6 000 tonnes de béton, 600 mètres carrés de marbre, 500 tonnes d'acier et 12 tonnes de cuivre ont été utilisés. Le bâtiment principal est situé sur une plateforme carrée de quatre mètres de haut et d'une envergure de 75 mètres sur 75. Le bâtiment est lui aussi carré avec une envergure de 35 mètres sur 35. Il mesure 25 mètres de haut depuis la plateforme, et 43 mètres en comptant le dôme, et sa façade est recouverte de marbre blanc,.  
La chambre principale a une forme octogonale s'étendant de 11 sur 6,7 mètres et ses murs contiennent de l'onyx. Elle contient une réplique de la tombe de Jinnah, ainsi qu'un chandelier de 48 lumières suspendu depuis le dôme et mesurant 25 mètres de long. Celui-ci a été offert au Pakistan par l'association des musulmans de la République populaire de Chine. L’authentique tombe de Jinnah se trouve dans une chambre souterraine, entourée d'une barrière d'argent et de bronze. Quatre escaliers permettent de se rendre dans ce souterrain et également sur le balcon situé aux pieds d'un dôme de 21 mètres de diamètre. Le souterrain compte plusieurs autres chambres mortuaires,.

## Jardins

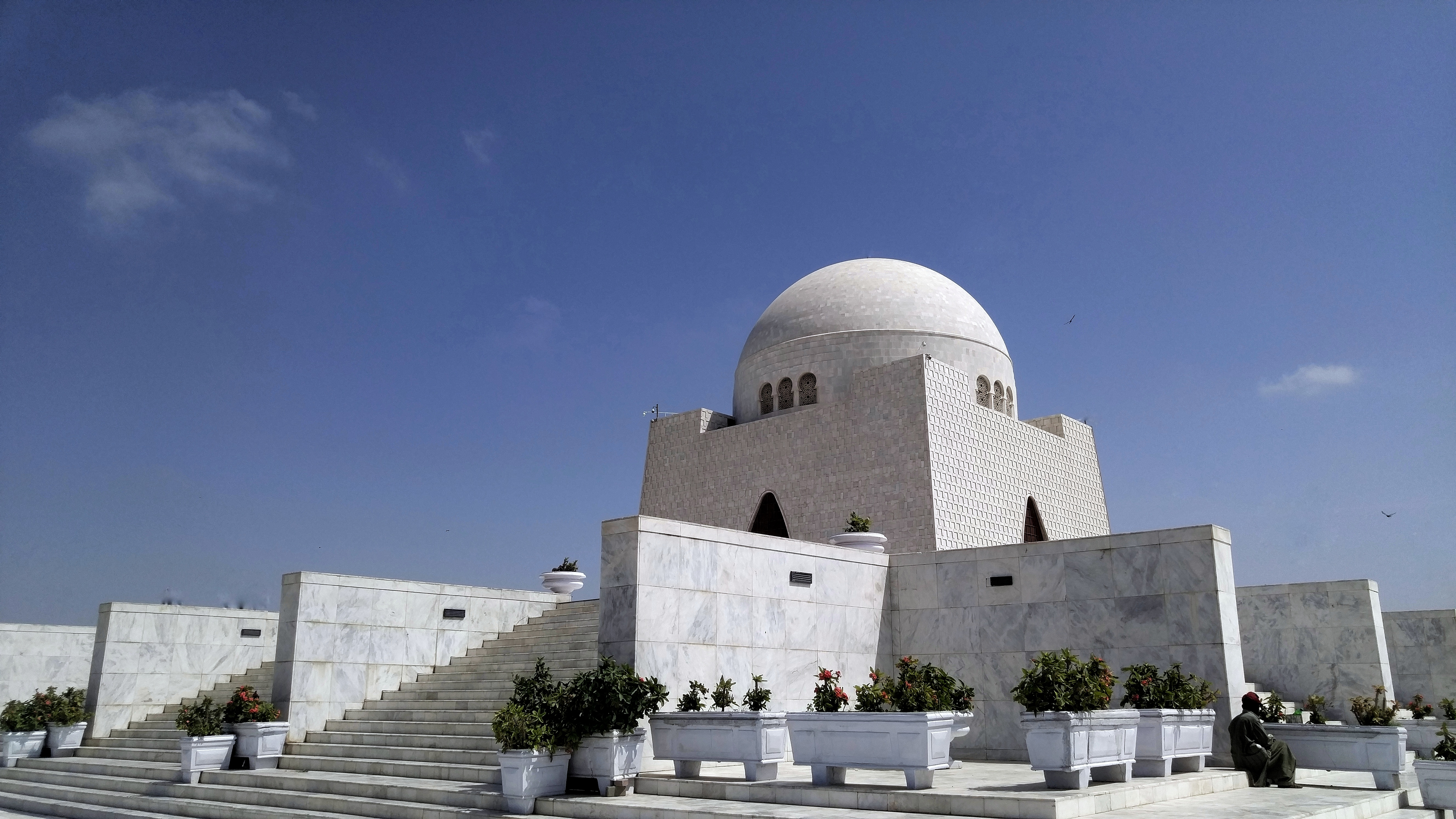
Le mausolée et sa plateforme.

Le jardin entourant le mausolée est venu bien plus tard, sur la proposition du Premier ministre Muhammad Khan Junejo le 14 février 1986. Les plans de celui-ci ne sont approuvés que dix ans plus tard, en décembre 1996, puis les fonds sont attribués par le Premier ministre Nawaz Sharif et le président Muhammad Rafiq Tarar inaugure le début des travaux en août 1999. Le jardin est finalement ouvert lors d'une cérémonie conduite par le nouveau chef militaire du pays Pervez Musharraf le 24 décembre 2000 et est baptisé Bagh-e-Quaid-i-Azam. Les jardins ont une étendue totale de 53 hectares et comptent quinze fontaines, 5 000 arbres et 125 carrés de pelouses et terrasses étalés sur plusieurs niveaux. Ils sont notamment inspirés des jardins de Shalimar à Lahore, mais également des jardins du mausolée d'Itimâd-ud-Daulâ et du Taj Mahal de Agra.

## Honneurs
Le mausolée est l'un des monuments les plus emblématiques du Pakistan et une garde d'honneur procédant à des cérémonies quotidiennes s'y trouve. En plus de contenir la tombe du fondateur du pays Muhammad Ali Jinnah, on y trouve aussi un petit musée contenant des affaires personnelles du dirigeant politique.
Le lieu compte aussi quelques autres tombes de personnalités politiques importantes. Être enterré auprès du père de la nation constitue en effet un privilège rare. Le premier chef du gouvernement du pays Liaquat Ali Khan, assassiné en 1951, est enterré dans le mausolée. Il sera rejoint par son épouse, la militante des droits des femmes Ra'ana Liaquat Ali Khan en 1990. Il est aussi accompagné de Abdur Rab Nishtar, autre militant du mouvement pour le Pakistan et décédé en 1958. On y trouve aussi Fatima Jinnah, sœur d'Ali Jinnah et morte en 1967. Elle avait été également une militante des droits des femmes et opposante au régime militaire de Muhammad Ayub Khan. Mort en 1974, le vice-président du pays Nurul Amin repose également dans le mausolée,.

## Galerie d'images

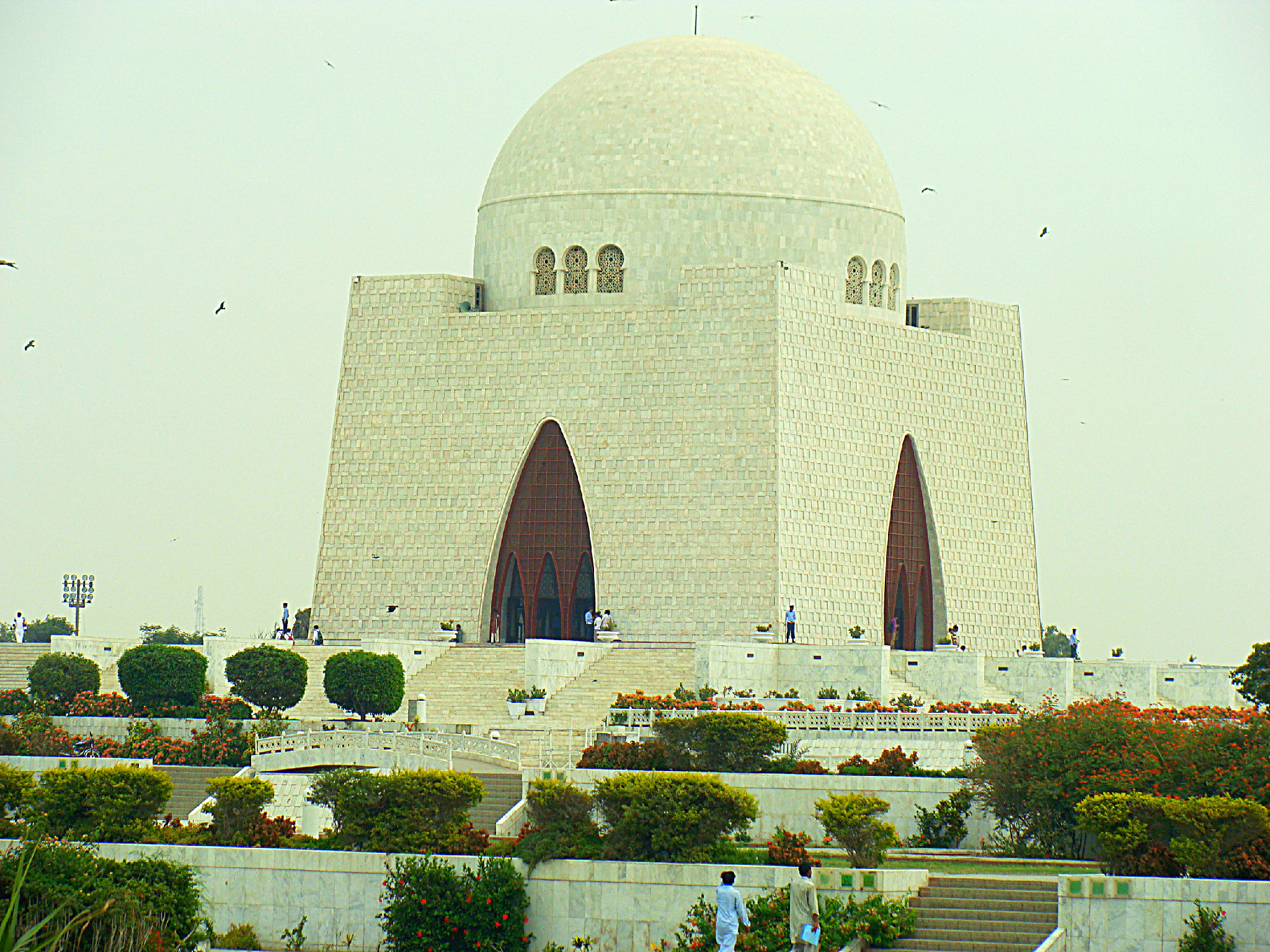
Jardins du mausolée
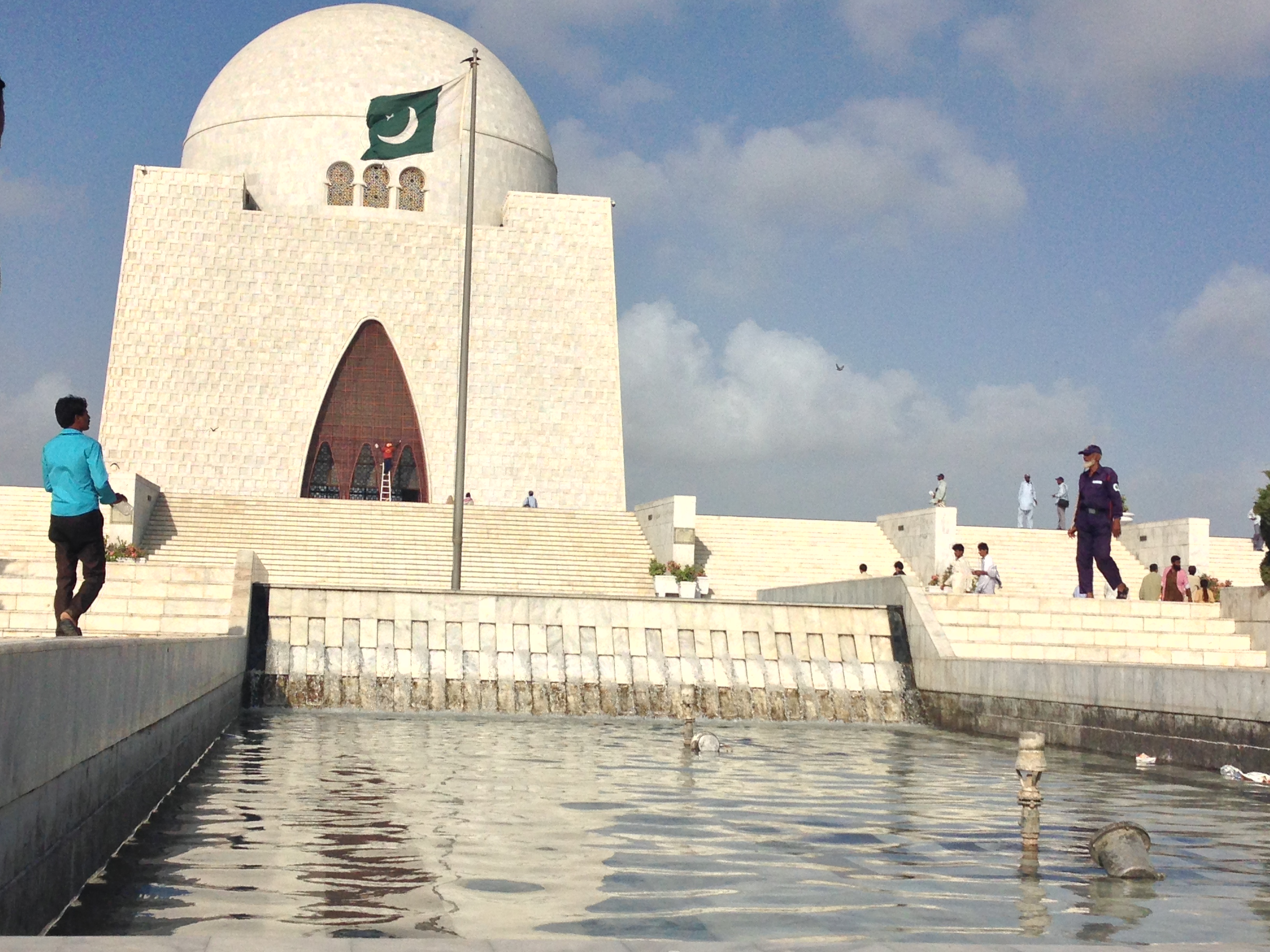
L'une des quinze fontaines du mausolée
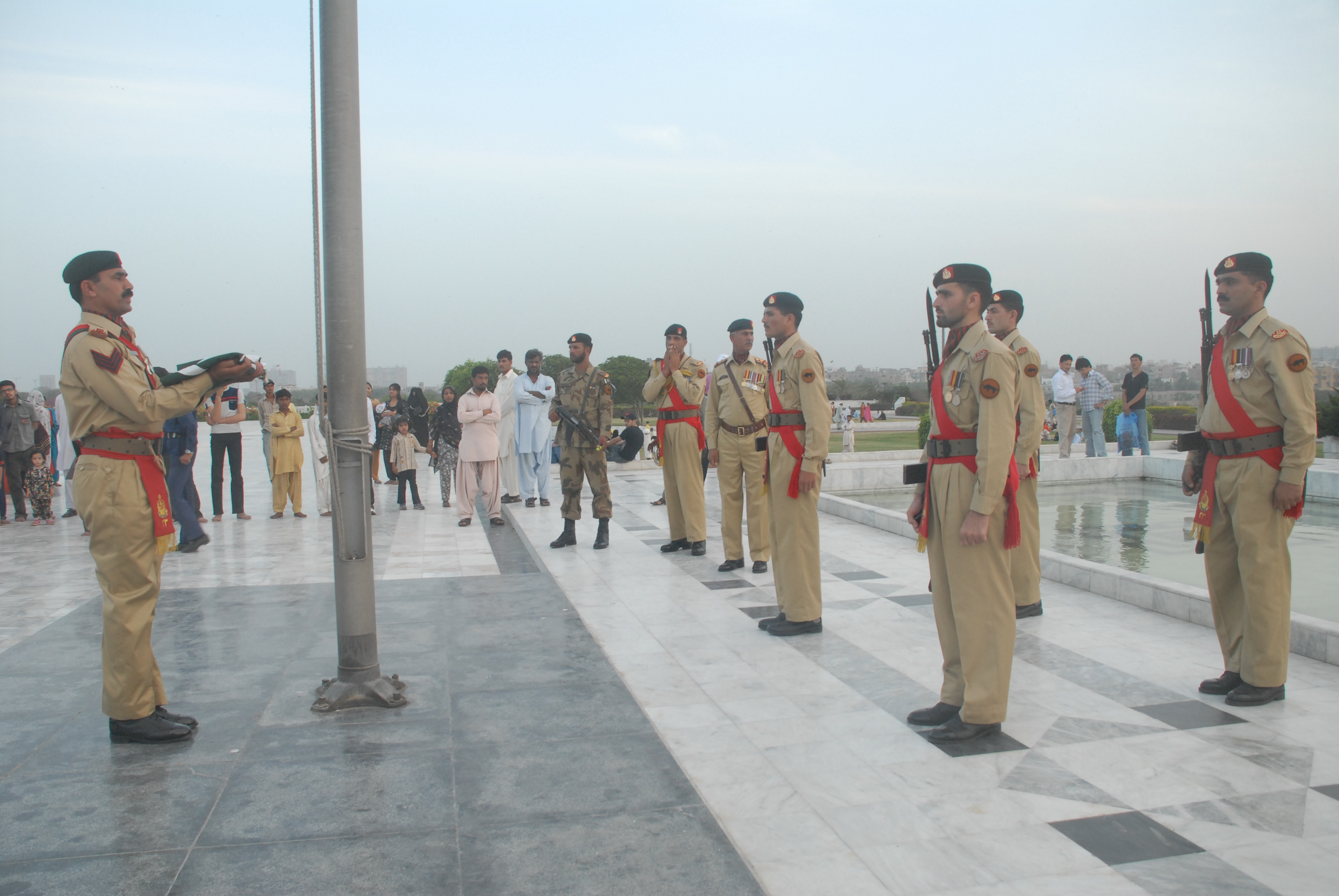
La cérémonie du drapeau conduite par la garde d'honneur
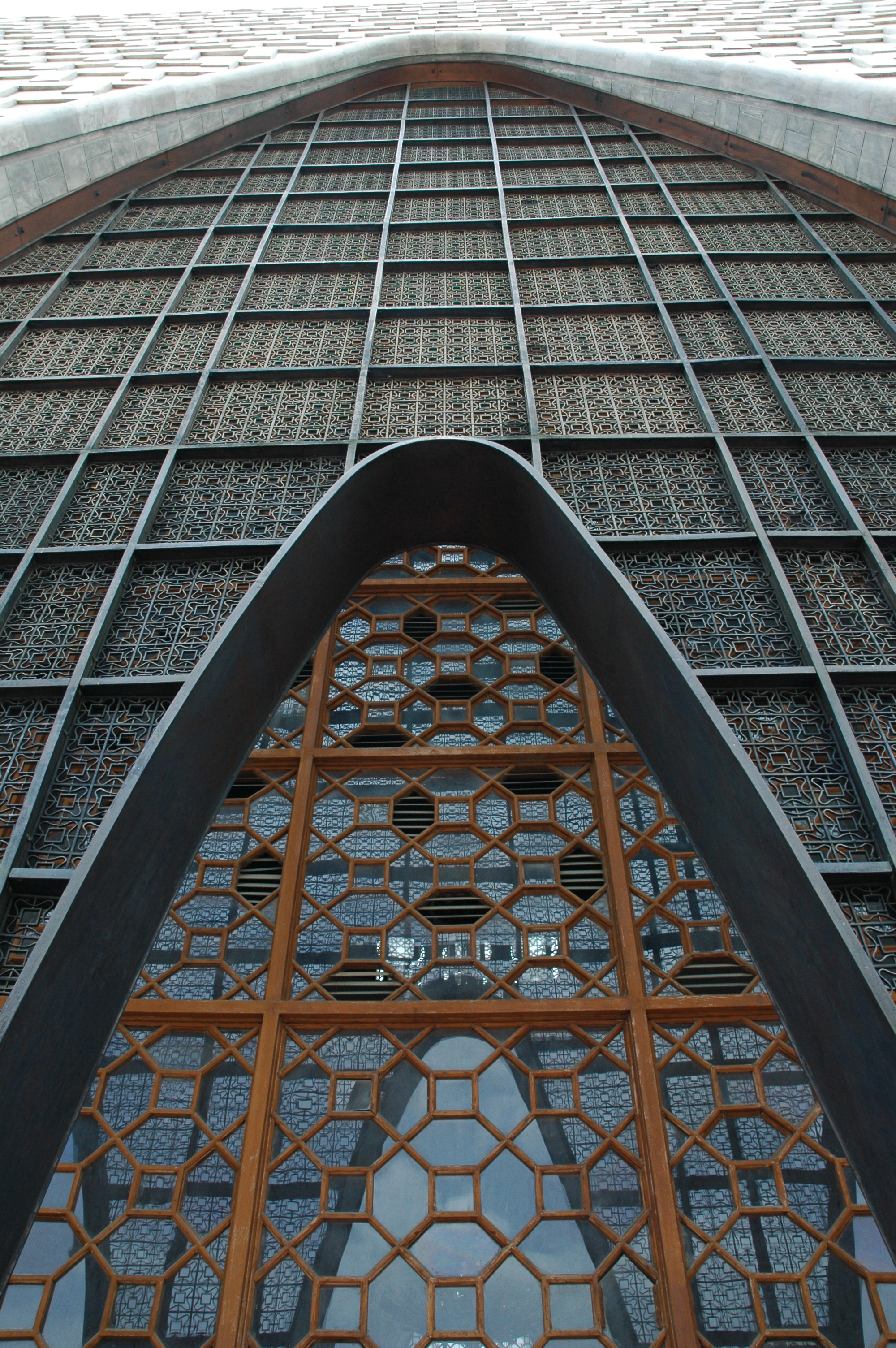
L'une des portes d'entrées
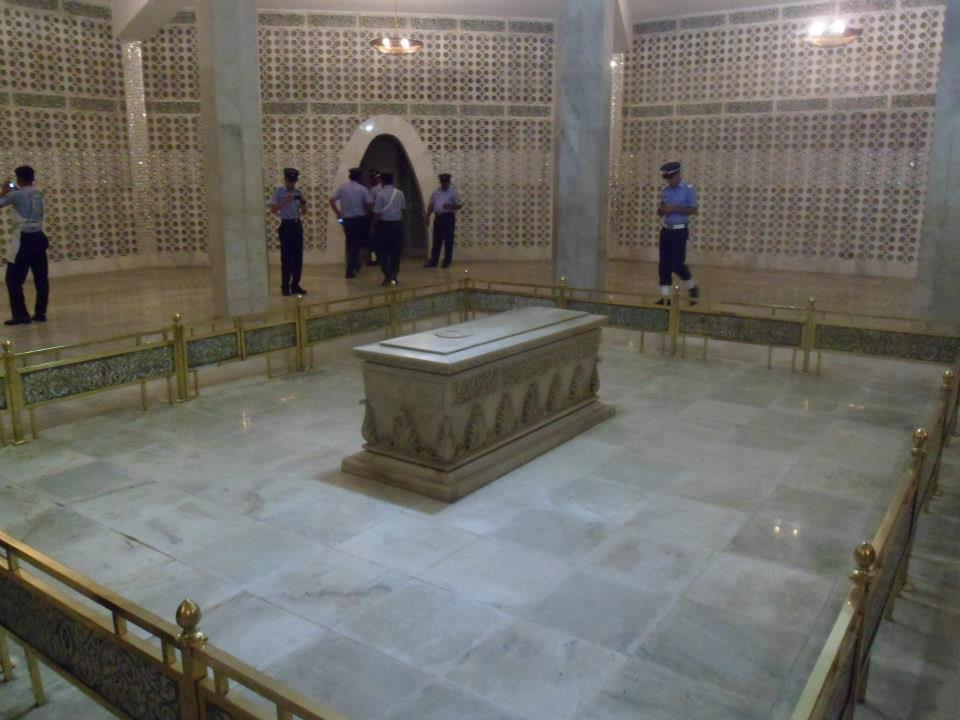
Véritable tombe de Muhammad Ali Jinnah